# Ендосома

Ранні ендосоми утворюються при ендоцитозі клітиною позаклітинного матеріалу в результаті фагоцитозу, піноцитозу або рецептор-опосередкованого ендоцитозу. Подальше дозрівання цих везикул призводить до утворення ендосом.

Ендосо́ма — мембранна внутрішньоклітинна органела, один з типів везикул, що утворюється при злитті і дозріванні ендоцитозних бульбашок. Зрілі ендосоми являють собою утворення розміром 300–400 нм. За допомогою сучасних електронно-мікроскопічних та імунногістохімічних методів було виділено 3 типи ендосом:
- ранні ендосоми (англ. early endosomes);
- пізні ендосоми (англ. late endosomes);
- рециркулюючі ендосоми (англ. recycling endosomes).

На цей час, точно невідомо походження окремих видів ендосом. Згідно з однією з гіпотез, ці форми ендосом є різними послідовними стадіями в ряду дозрівання ендосом[джерело?]. Існує також ідея про те, що всі ці види є функціонально різними частинами одного ендосомального компартмента[джерело?]. У мембрані ендосом є вакуолярні H-АТФази. За рахунок наявності протонних насосів в ендосомах шляхом закачування іонів водню поступово створюється кисле середовище. Відомо, що pH у первинних ендосомах 6,0-6,5, в мультивезикулярних тільцях — 5,5-6, а в кінцевих ендосомах — 4,5-5. Під час рецептор-опосередкованого ендоцитозу утворюються клатринові пухирці. При надходженні в цитоплазму відбувається відділення клатринової оболонки і злиття з первинними ендосомами. У первинних ендосомах під дією кислого середовища ліганди відокремлюються від мембранних рецепторів. Первинні ендосоми представлені трубчастими і вакуолеподібними структурами. У перших накопичуються рецептори, а в других — ліганди. Рецептори у складі рециркулюючих ендосом повертаються в мембрану клітини. Рециркулируючі ендосоми мають трубчасту структуру, розташовуються поблизу комплексу Гольджі і клітинного ядра. Вакуолеподібні структури первинних ендосом, що містять ліганди направляються уздовж мікротрубочок у напрямку до комплексу Гольджі. Усередині утворюються численні пухирці, що мають власну оболонку — утворюються мультивезикулярні тільця.

## Функція
Більшість ендосом, що утворюються в результаті ендоцитозу з плазматичної мембрани, транспортуються всередину клітини, де зливаються з існуючими ендосомами. У процесі дозрівання ендосома проходить кілька послідовних стадій, поступово перетворюючись на лізосому. При цьому частина початкового матеріалу плазматичної мембрани може повернутися назад для повторного використання (рециркуляція).